# Schussenbecken mit Tobelwäldern südlich Blitzenreute
Schussenbecken mit Tobelwäldern südlich Blitzenreute este o arie protejată (arie specială de conservare — SAC, sit de importanță comunitară — SCI) din Germania întinsă pe o suprafață de 1.386,99 ha, integral pe uscat.

## Localizare
Centrul sitului Schussenbecken mit Tobelwäldern südlich Blitzenreute este situat la coordonatele 47°48′40″N 9°34′14″E / 47.8111°N 9.5706°E.

## Înființare
Situl Schussenbecken mit Tobelwäldern südlich Blitzenreute a fost declarat sit de importanță comunitară în ianuarie 2005 pentru a proteja 4 specii de plante și 8 specii de animale. Situl a fost protejat și ca arie specială de conservare în ianuarie 2019.

## Biodiversitate
Situată în ecoregiunea continentală, aria protejată conține 11 habitate naturale: Lacuri eutrofice naturale cu vegetație de tip Magnopotamion sau Hydrocharition, Cursuri de apă de la nivel de câmpie la nivel montan, cu vegetație Ranunculion fluitantis și Callitricho-Batrachion, Pajiști uscate seminaturale și facies de acoperire cu tufișuri pe substraturi calcaroase (Festuco-Brometalia) (* situri importante pentru orhidee), Pajiști cu Molinia pe soluri calcaroase, turboase sau argilos-nămoloase (Molinion caeruleae), Fânețe de joasă altitudine (Alopecurus pratensis, Sanguisorba officinalis), Izvoare petrifiante cu formare de travertin (Cratoneurion), Mlaștini alcaline, Păduri de fag Luzulo-Fagetum, Păduri de fag Asperulo-Fagetum, Păduri pe pante, grohotișuri și ravene de Tilio-Acerion, Păduri aluvionare cu Alnus glutinosa și Fraxinus excelsior (Alno-Padion, Alnion incanae, Salicion albae).
La baza desemnării sitului se află mai multe specii protejate:
- plante (4): papucul doamnei (Cypripedium calceolus), mușchi (Dicranum viride), Hamatocaulis vernicosus, moșișoare (Liparis loeselii)
- mamifere (3): castor (Castor fiber), liliac cu urechi mari (Myotis bechsteinii), liliac comun (Myotis myotis)
- nevertebrate (3): Coenagrion mercuriale, Ophiogomphus cecilia, Unio crassus
- pești (2): boarță (Rhodeus amarus), clean dungat (Telestes souffia)